# Конрад I фон Хайлигенберг
Конрад I фон Хайлигенберг (на немски: Konrad I von Heiligenberg; † сл. 1092) е благородник от Хайлигенберг на северозапдния бряг на Боденското езеро в Баден-Вюртемберг.
Господарите фон Хайлигенберг получават през 1135 г. графството си, което се образува от ранно-средновековното Графство Линцгау. През 1277 г. графството отива на графовете фон Верденберг и през 1535 г. на Фюрстенбергите. Постепенно името Линцгау е сменено с името Графство Хайлигенберг.
Резиденцията е старият замък Хайлигенберг, по-късно новия дворец Хайлигенберг, построен ок. 1250 г. от граф Бертхолд II фон Хайлигенберг († 1262), баща на Бертхолд III († 1298), епископ на Кур (1290/91 – 1298), последният граф от род Хайлигенберг, който продава графството през 1277 г. на чичо си Хуго I фон Верденберг-Хайлигенберг, брат на майка му.

## Деца
Конрад I фон Хайлигенберг има един син:
- Хайнрих II фон Хайлигенберг († сл. 1125); баща на:
  - Конрад II фон Хайлигенберг († 1181), фогт фон Хайлигенберг и Петерсхаузен, катедрален фогт в Констанц; баща на:
    - Конрад III фон Хайлигенберг († 1208), граф на Хайлигенберг, женен за Аделхайд фон Нойфен († сл. 1240), сестра на Бертолд фон Нойфен († 1224), епископ на Бриксен (1216 – 1224); баща на:
      - Бертолд I фон Хайлигенберг († сл. 1229), граф на Хайлигенберг, женен за Аделхайд фон Хелфенщайн († сл. 1228); баща на:
        - Бертхолд II фон Хайлигенберг († 1262), женен пр. 16 януари 1251 г. за Хедвиг фон Верденберг († сл. 1262/1275)´